# Honda TN360
Honda TN360 — малотоннажный грузовой автомобиль, представленный в ноябре 1967 года японской компанией Honda. Пришёл на смену семейству Honda T360. 
В TN360 применяется двухцилиндровый двигатель с воздушным охлаждением объёмом 354 см3 с одним верхним распредвалом, в то время как предшественник T360 оснащался четырёхцилиндровым двигателем с двумя распредвалами. 

## TN360

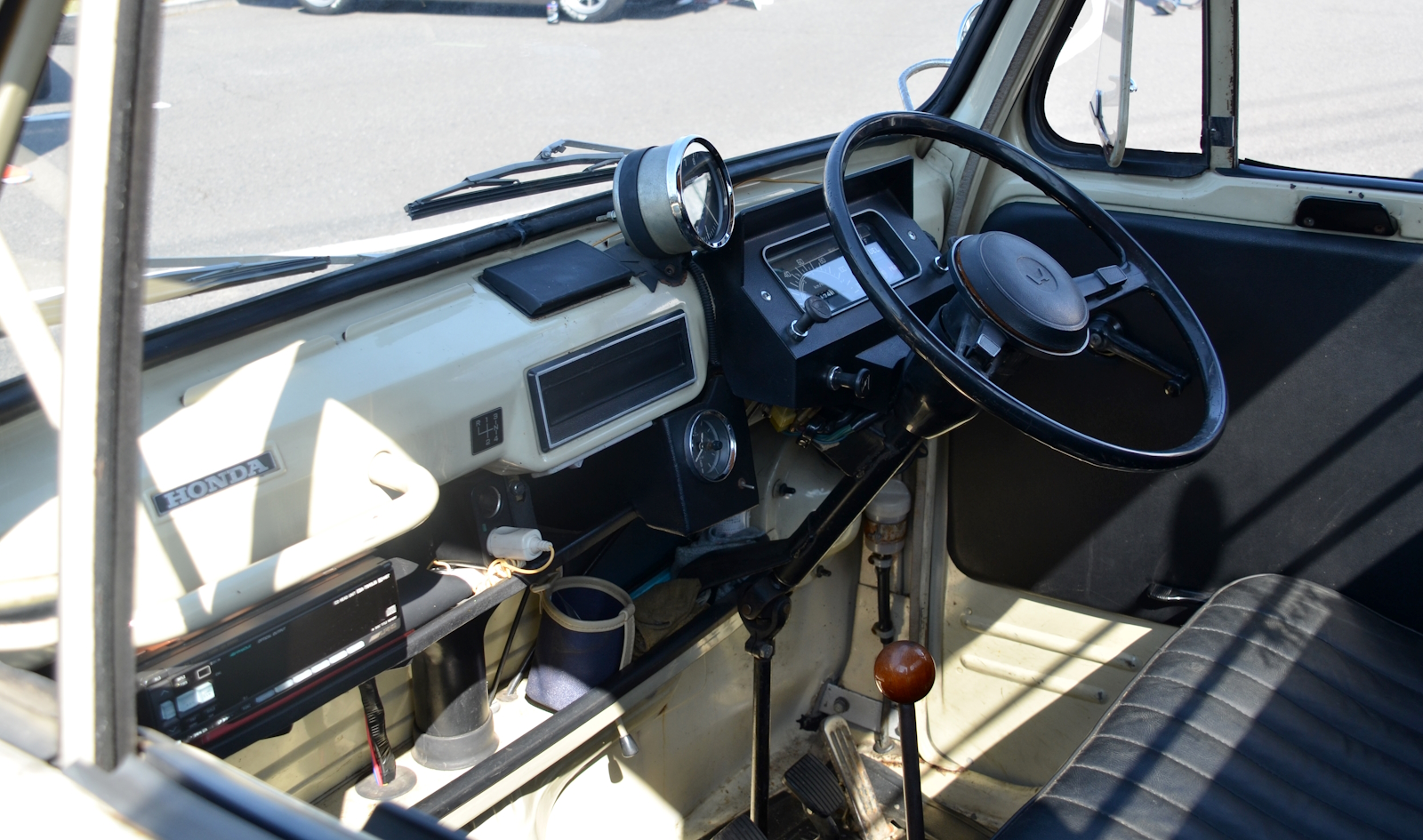
Интерьер Honda TN360

TN360 выпускался с ноября 1967 по январь 1970 года. Как и у предшественника T360, максимальная скорость составляет 100 км/ч. Грузоподъёмность была снижена с 610 до 500 кг. Мощность двигателя составляет 22 кВт (30 л. с.) при 8000 об/мин, однако крутящий момент был увеличен до 29 Н⋅м при 5500 об/мин. Радиус поворота составляет 7,6 метра. Автомобиль выпускался в кузове пикап с откидными бортами.
В марте 1968 года в модельный ряд TN360 вошли фургоны со сдвижными боковыми дверями или без них, а также версия с брезентовой крышей. Из-за худшей аэродинамики и немного увеличенной массы максимальная скорость фургонов составляла 95 км/ч, а версий с открытыми верхами — 90 км/ч. В 1969 году в модельный ряд была добавлена версия DeLuxe.
В ноябре 1969 года была представлена версия Snowler со съёмными лыжами на передних колёсах и гусеничными движителями вместо задних колёс. Максимальная скорость составляла 45 км/ч, в то время как масса была увеличена до 655 кг.

## TNIII

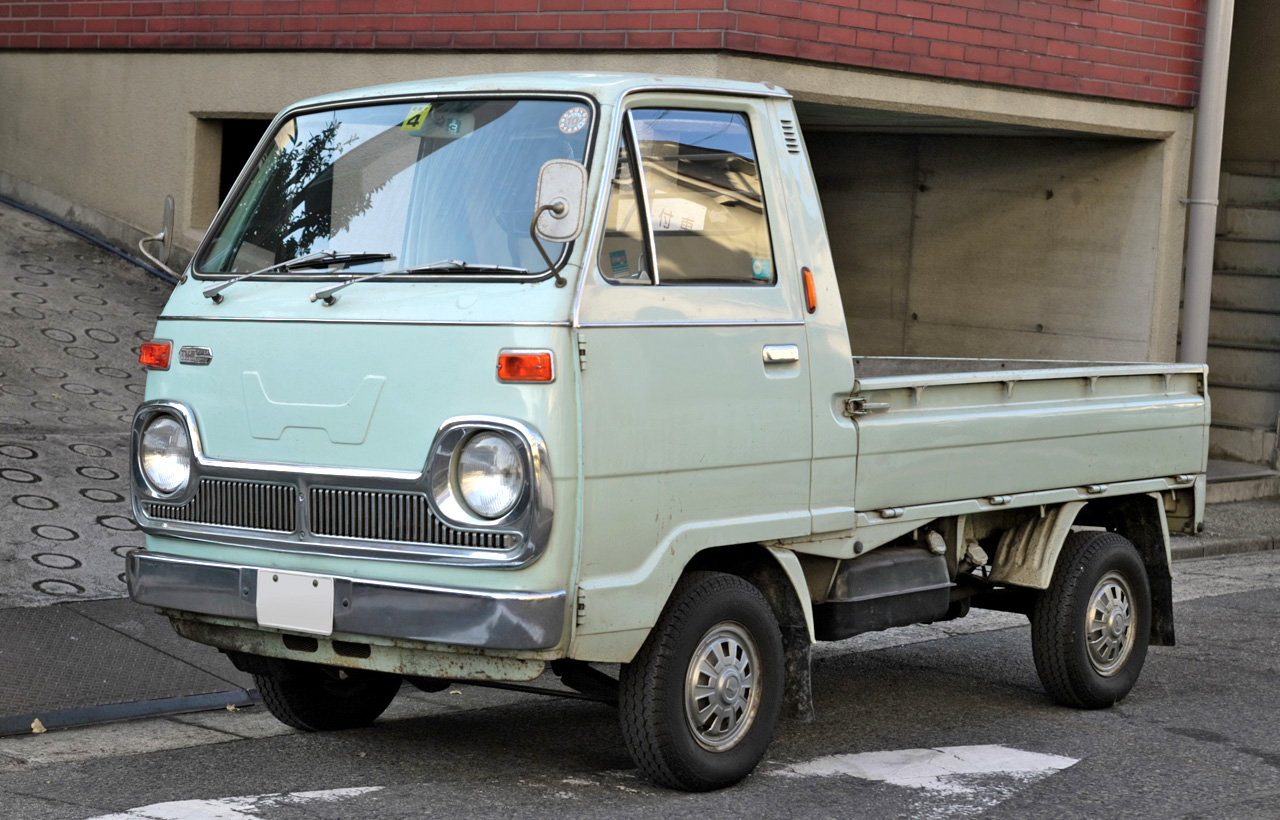
Honda TNIII

Honda TNIII поступил в продажу в конце января 1970 года. В отличие от TN360, автомобиль имел увеличенную хромированную радиаторную решётку, хромированные бампера, увеличенные зеркала заднего вида и более комфортную отделку салона. Четырёхступенчатая механическая коробка передач стала полностью синхронизированной.
В модельный ряд была добавлена комплектация Super DeLuxe с радиоприёмником, прикуривателем и белыми боковинами шин. Полная масса базовой модели увеличена до 540 кг. В июле 1970 года в модельный ряд была добавлена версия с фиксированными бортами.
В апреле 1971 года двигатель был модернизирован.

## TN-V

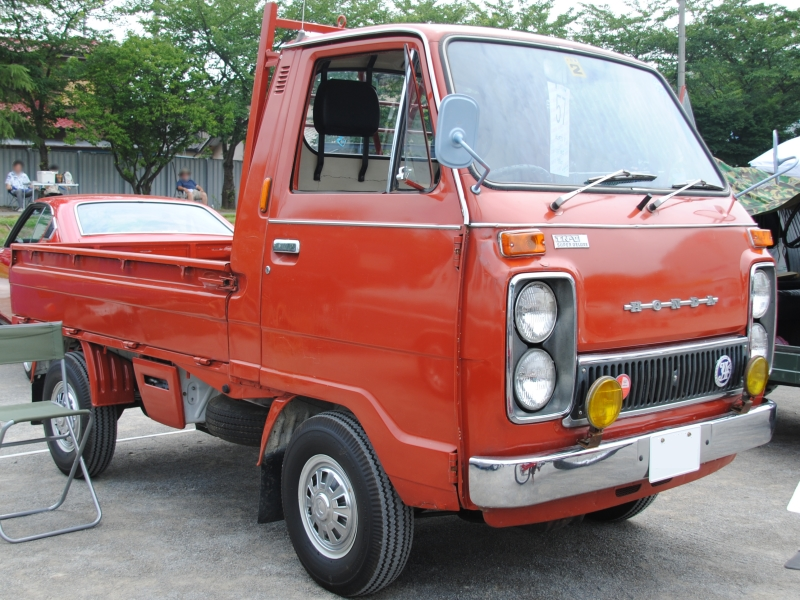
Honda TN-V Super DeLuxe

TN-V, представленный в июне 1972 года, имеет обновлённый листовой металл спереди, с большой зубчатой радиаторной решёткой и двумя вертикально расположенными фарами. Увеличенная буква «H» спереди была заменена надписью «Honda». TN-V являлся коммерческим компаньоном кей-кара Honda Life. Двигатель мощностью 20 кВт (27 л. с.) при 7000 об/мин также мог работать на неэтилированном бензине. В салоне имелся стандартный ремень безопасности водителя, а поворотники располагались отдельно от фонарей.
В августе 1973 года TN-V был модифицирован в соответствии с новыми требованиями стандартов безопасности.

## TN7
TN7 был представлен в августе 1975 года. Основное отличие заключалось в том, что двигатель мог соответствовать более жёстким требованиям по выбросам. Визуально он был почти идентичен своему предшественнику, но в то же время имел бамперы с чёрными пластиковыми накладками и чёрную радиаторную решётку. Ввиду выхлопного оборудования масса составляла 555 кг. В стандартную комплектацию входили ремень безопасности со стороны пассажира и электрический омыватель стёкол. К июлю 1977 года, когда на смену TN360 пришёл TN Acty, было выпущено около 700000 моделей. TN Acty оснащён 545-кубовым двигателем, который в полной мере соответствует вступившим 1 января 1976 года стандартам для кей-каров. Acty выпускался с индексом «TN» до 1988 года. TN7 являлся последним автомобилем с воздушным охлаждением, производившимся в Японии.

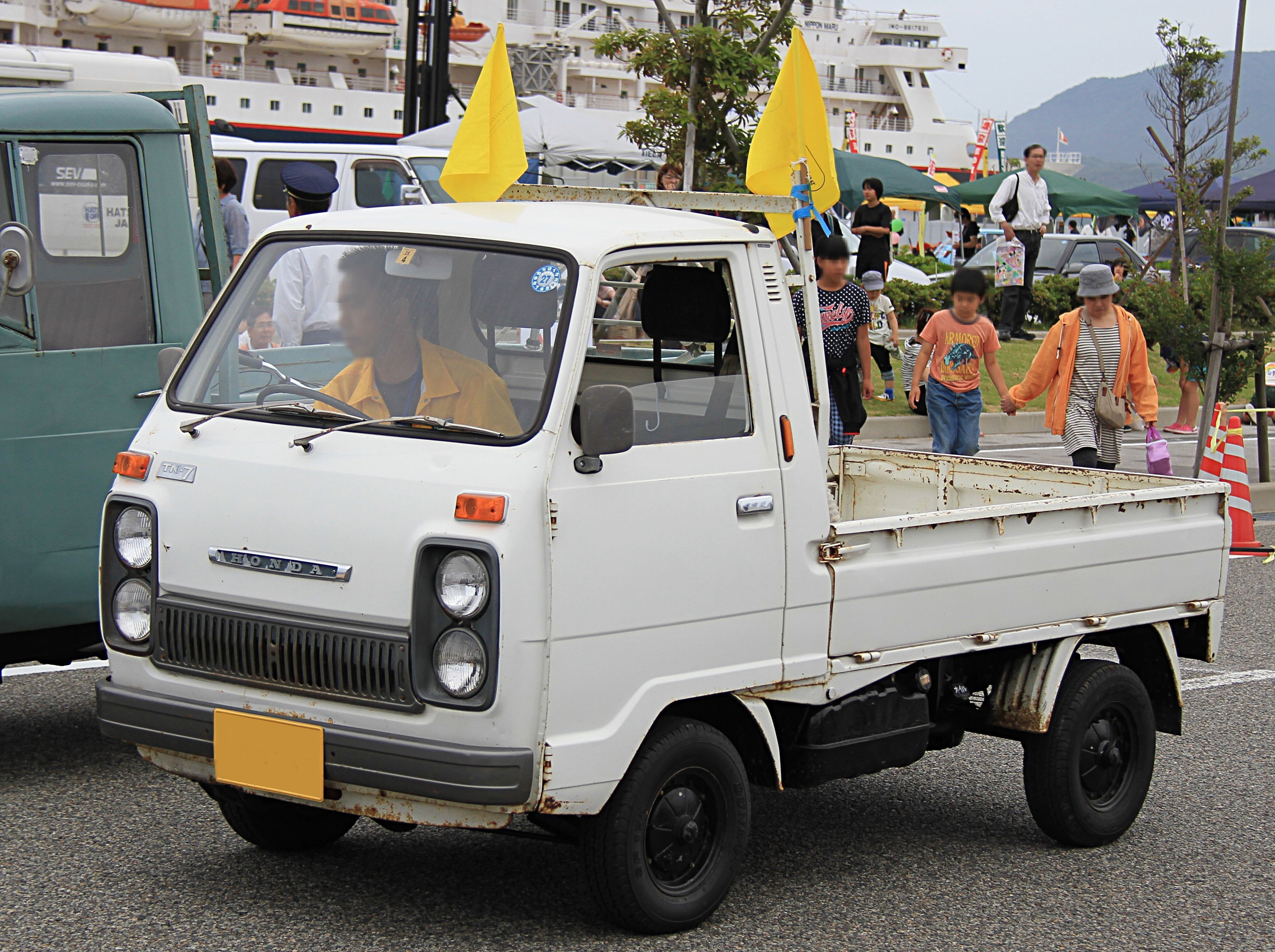
Вид спереди
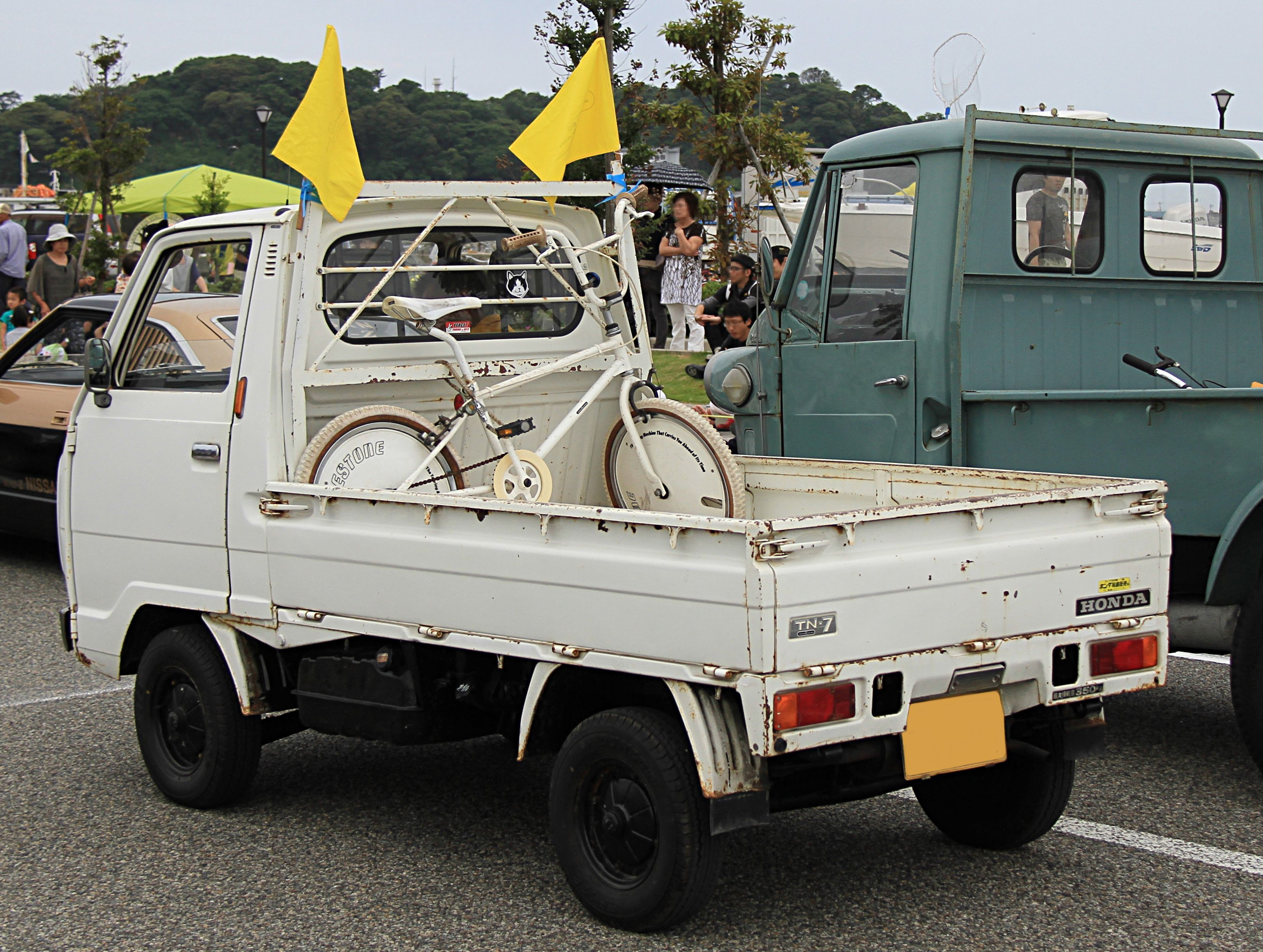
Вид сзади